# ويليام لانداي
ويليام لانداي (بالإنجليزية: William Landay)‏‏ (1 يوليو 1963 في بوسطن - ) روائي، وكاتب من الولايات المتحدة.

## روابط خارجية
- ويليام لانداي على موقع IMDb (الإنجليزية)